# Фулкі
Фулкі (пол. Fułki) — село в Польщі, у гміні Далікув Поддембицького повіту Лодзинського воєводства.
Населення — 63 особи (2011).
У 1975-1998 роках село належало до Серадзького воєводства.

## Демографія
Демографічна структура станом на 31 березня 2011 року:
|          | Загалом | Допрацездатний вік | Працездатний вік | Постпрацездатний вік |
| -------- | ------- | ------------------ | ---------------- | -------------------- |
| Чоловіки | 39      | 6                  | 28               | 5                    |
| Жінки    | 24      | 1                  | 15               | 8                    |
| Разом    | 63      | 7                  | 43               | 13                   |